# Rhynchosia gossweileri
Rhynchosia gossweileri är en ärtväxtart som beskrevs av Baker f. Rhynchosia gossweileri ingår i släktet Rhynchosia och familjen ärtväxter. Inga underarter finns listade i Catalogue of Life.